# ريتشارد أوليفاريس
ريتشارد أوليفاريس (بالإسبانية: Richard Olivares)‏ هو لاعب كرة قدم ومدرب كرة قدم تشيلي، ولد في 4 سبتمبر 1978 في أنتوفاغاستا في تشيلي. لعب مع ديبورتيس ماجالانز ونادي أمريكا.

## وصلات خارجية
- ريتشارد أوليفاريس على موقع قاعدة بيانات كرة القدم.إي يو (الإنجليزية)
- ريتشارد أوليفاريس على موقع Soccerway.com (الإنجليزية)
- ريتشارد أوليفاريس على موقع AS.com (الإسبانية)